# Wittmackia sulbahianensis
Aechmea sulbahianensis é uma espécie da família Bromeliaceae. Esta espécie é endêmica noroeste do Brasil, conhecida na região da Bahia e do Espírito Santo.